# Schloss Oberweis

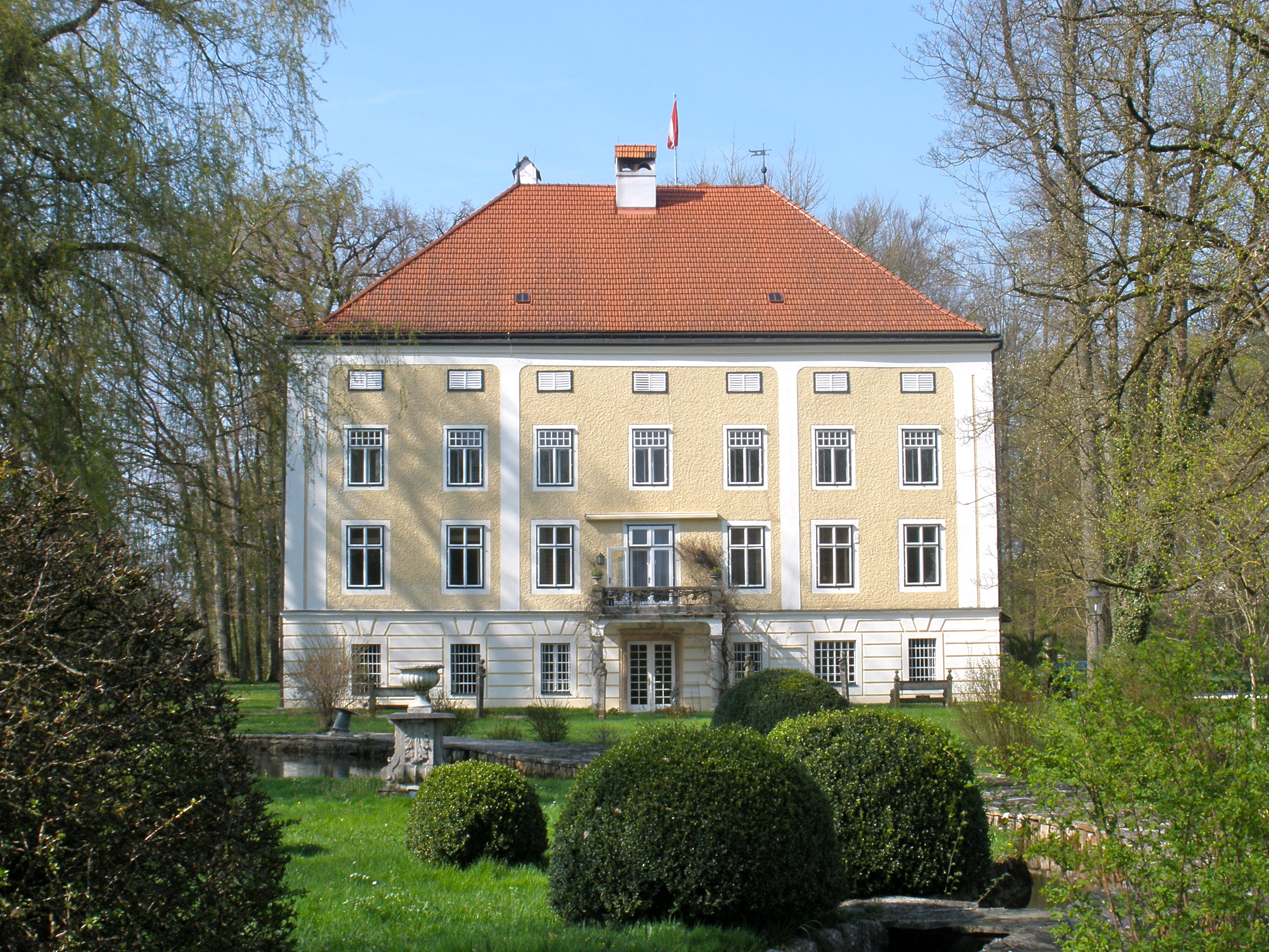
Schloss Oberweis

Das Schloss Oberweis liegt in der Gemeinde Laakirchen im Bezirk Gmunden von Oberösterreich (Oberweis 3). Es befindet sich in Privatbesitz und ist im Allgemeinen nicht öffentlich zugänglich. Das Schloss steht unter Denkmalschutz (Listeneintrag).

## Geschichte

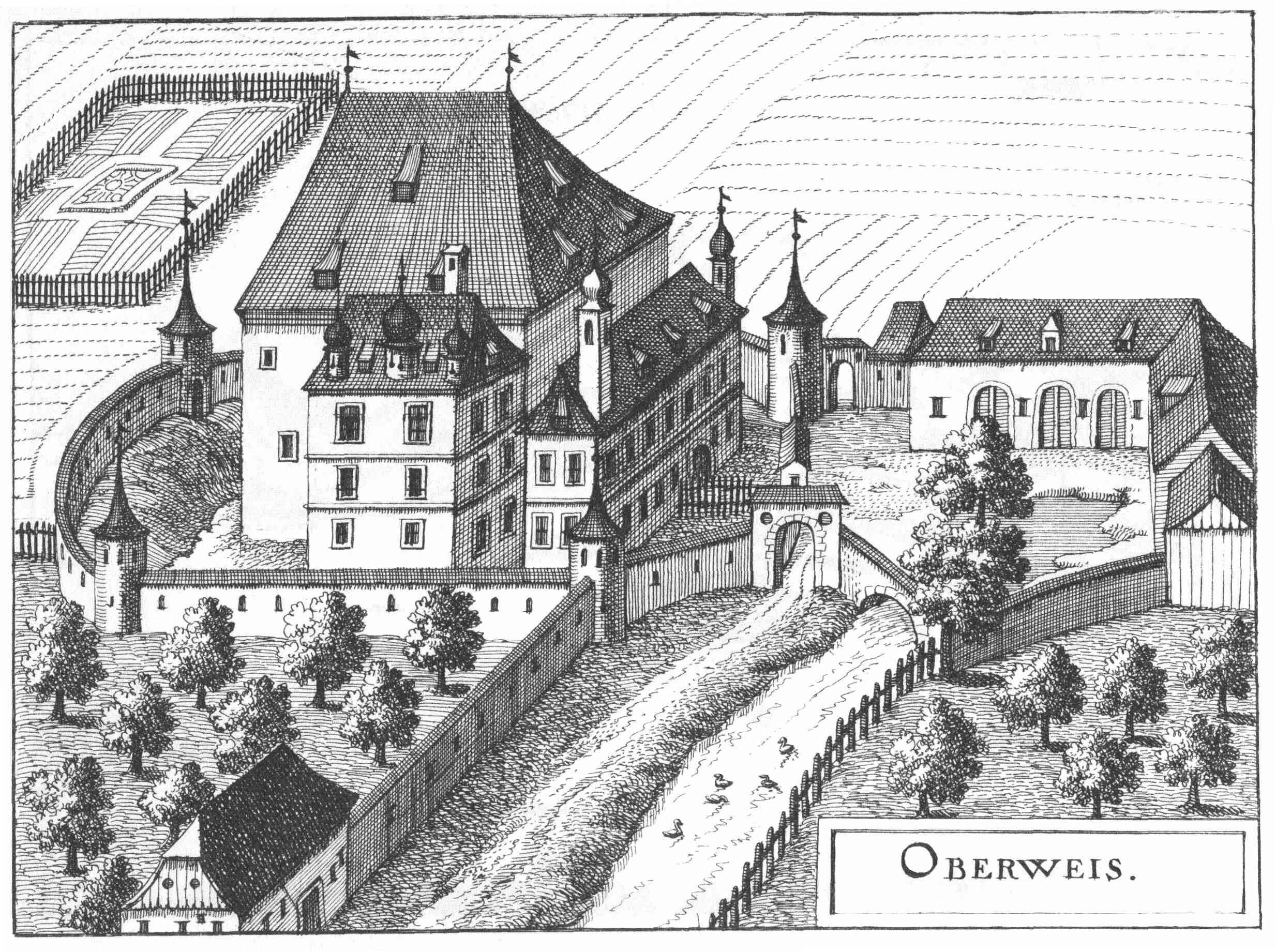
Schloss Oberweis nach einem Stich von Georg Matthäus Vischer von 1674

1383 wird Oberweis erstmals als Lehen des Ulrich Aboltinger von Abolting (= Ainwalding) der Herrschaft Ort erwähnt. Die Aboltinger bleiben bis 1446 die Inhaber dieses Ritterlehens, dann werden sie von den Geymanns abgelöst, die wiederum im Urbar der Wallseer zu Ort aufscheinen. 1484 kam Oberweis als Heiratsgut der Magdalena Geymann an ihren Gemahl Walter Hauser. Dieser wurde mit Oberweis, das zwischenzeitlich zu einem landesfürstlichen Lehen geworden war, durch Kaiser Friedrich III. belehnt. Als Nächstes gelangt die Herrschaft auf dem Erbweg an die Greisenegger. 1512 verkauft Erasmus Greisenegger das Schloss dem Benedikt Pirchinger, der es 1514 an Wolfgang Jörger veräußert. Noch im gleichen Jahr kam dann Oberweis an Ulrich Perkheimer. 1519 überließ er seiner Tochter (verheiratet mit Michael Weichselpaumer) Schloss und Besitz zu Oberweis als Brautausstattung. 1566 kam Oberweis auf dem Heiratsweg an Veit Traint, 1580 an Michael Weinzierl und 1610 an Daniel Hofmandl. 1626 kaufte Johann Spindler von Hofegg Oberweis und wurde damit im gleichen Jahr durch den Kaiser belehnt. Als nächster folgte 1671 Ritter von Sparr durch Leihkauf. 1695 erwarb Freiherr Karl Quintin Josef von Grienthal († 1724) Oberweis. Aufgrund der Wiederverheiratung seiner Witwe kam Oberweis an den Gatten seiner Tochter Maria Elisabeth Theresia, den Freiherrn Johann Georg Emanuel von Hoheneck. Die Hohenecker verkauften 1799 Oberweis an Freiherrn Ferdinand von Imsland.
Ein weiterer Besitzer ab 1808 war Alois Haselmayr von Fernstein. Sein Sohn Alois, k. u. k. Postmeister in Lambach, ließ Oberweis 1843 von Grund auf erneuern und gab dem Schloss sein heutiges Aussehen; auch den Schlosspark ließ er als Landschaftspark anlegen. Die Gartenfiguren stammen hingegen aus der 2. Hälfte des 19. Jahrhunderts. 1864 wurde der Linzer Schiffmeister Ignaz Mayr Eigentümer, 1871 folgte ihm Anton Haase von Buchstein, 1890 Oberleutnant Hans Ohn, 1910 Gustav und Maria Clemm. Nach 1911 war Oberweis im Besitz der Familie Weller. 1911 wurde Oberweis durch den Gmundner Stadtbaumeister Bruno Heisig umgestaltet. Die Teichanlage mit einer künstlichen Insel wurde 1966 angelegt.
Während des Zweiten Weltkrieges war im Schloss Oberweis das Heim „Alpenland“ der NS-Organisation Lebensborn untergebracht. Das Haus wurde am 9. April 1938 angekauft. Zuerst wollte der Lebensborn das Schloss wieder verkaufen, da es sich in einem sehr schlechten Zustand befand. Da dies nicht gelang, wurde hier ab 1943 ein Heim unter der Leitung von Maria Knipp-Merkel eingerichtet. Die Ausstattung hierzu (Zimmereinrichtungen, sanitäre Anlagen, Bücher) wurde von der Gestapo aus geraubtem jüdischem Besitz zur Verfügung gestellt. Das Heim diente vorrangig der „Eindeutschung“ polnischer Kinder, von Kindern aus dem Banat und der Südsteiermark. Nachweislich waren hier auch drei Kinder aus Lidice, deren Eltern bei der Racheaktion der Nationalsozialisten ermordet worden waren.
Bis 1960 war Rittmeister a. D. Karl Weller Besitzer des Schlosses. Dann kam es an Josef Swoboda. Seit 2003 hat hier die Karosserie- und Kabinenbau GmbH Carvatech ihren Sitz; die Eigentümer nutzen das Schloss als Wohnanlage. Außerdem ist die Anlage auch eine der Spielstätten der Salzkammergutfestwochen Gmunden.

## Beschreibung
Das Schloss ist ein dreigeschoßiger, hakenförmiger Bau mit einem Walmdach inmitten einer gepflegten Parkanlage. Die Schauseite ist der Teichanlage zugewandt. Das Gebäude ist mit einem durchlaufenden Sims verziert. Im Erdgeschoß ist ein Quadermauerputz aufgebracht. Ein gartenseitiger Balkon ruht auf zwei Steinsäulen.